# 50è Festival Internacional de Cinema de Berlín
El 50è Festival Internacional de Cinema de Berlín va tenir lloc entre el 9 i el 20 de febrer de 2000. El festival va obrir amb The Million Dollar Hotel de Wim Wenders. Bossa Nova de Bruno Barreto, va clausurar el festival. L'Os d'Or fou atorgat a la pel·lícula estatunidenca Magnolia dirigida per Paul Thomas Anderson.
Es va mostrar al festival la retrospectiva titulada Artificial People dedicada a éssers i màquines artificials a les pel·lícules es va presentar al festival, projectant pel·lícules com Der Golem i Terminator. En el seu 50 aniversari les estrenes de les pel·lícules en competició al festival es van traslladar del Zoo Palast al Theater am Potsdamer Platz situat a Potsdamer Platz.

## Jurat

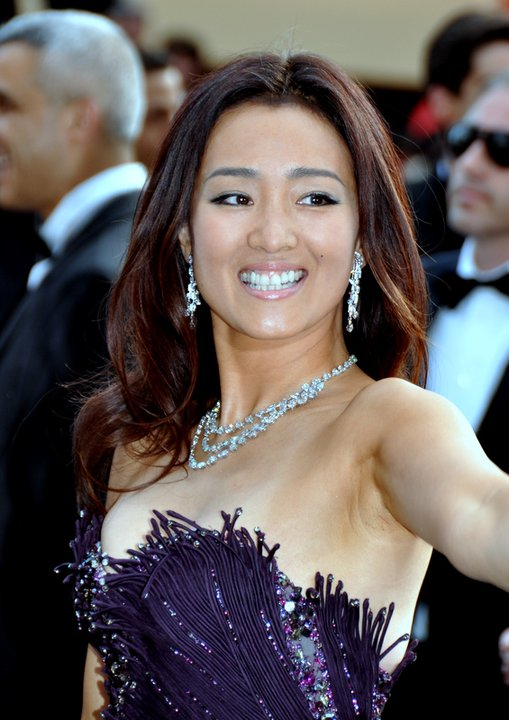
Gong Li, president

Les següents persones foren nomenades com a membres del jurat:
- Gong Li (president)
- Lissy Bellaiche
- Peter W. Jansen
- Jean Pierre Lefebvre
- Marisa Paredes
- Jean-Louis Piel
- Walter Salles
- Maria Schrader
- Andrzej Wajda

## Pel·lícules en competició
Les següents pel·lícules van competir per l'Os d'Or i per l'Os de Plata:
| Títol original                               | Director(s)          | País                                     |
| -------------------------------------------- | -------------------- | ---------------------------------------- |
| Any Given Sunday                             | Oliver Stone         | Estats Units                             |
| The Beach                                    | Danny Boyle          | Estats Units, Regne Unit                 |
| Dokuritsu shonen gasshoudan (独立少年合唱団) | Akira Ogata          | Japó                                     |
| Wǒde fùqin mǔqin (\|我的父亲母亲)            | Zhang Yimou          | R.P. de la Xina                          |
| The Hurricane                                | Norman Jewison       | Estats Units                             |
| Love Me                                      | Laetitia Masson      | França                                   |
| Magnolia                                     | Paul Thomas Anderson | Estats Units                             |
| Mayis Sikintisi                              | Nuri Bilge Ceylan    | Turquia                                  |
| El mar                                       | Agustí Villaronga    | Espanya                                  |
| The Million Dollar Hotel                     | Wim Wenders          | Estats Units, Regne Unit, Alemanya       |
| Man on the Moon                              | Miloš Forman         | Estats Units, Regne Unit, Alemanya, Japó |
| Nebeska udica (Небеска удица)                | Ljubiša Samardžić    | Iugoslàvia, Itàlia                       |
| Paradiso - Sieben Tage mit sieben Frauen     | Rudolf Thome         | Alemanya                                 |
| Prime luci dell'alba                         | Lucio Gaudino        | Itàlia                                   |
| Russkiy bunt (Русский бунт)                  | Aleksandr Proshkin   | Rússia, França                           |
| Signs and Wonders                            | Jonathan Nossiter    | França                                   |
| Die Stille nach dem Schuß                    | Volker Schlöndorff   | Alemanya                                 |
| The Talented Mr. Ripley                      | Anthony Minghella    | Estats Units                             |
| Gouttes d'eau sur pierres brûlantes          | François Ozon        | França                                   |
| You shi tiaowu (有时跳舞)                    | Stanley Kwan         | Japó, Hong Kong, R.P. de la Xina         |
| La chambre des magiciennes                   | Claude Miller        | França                                   |

## Premis

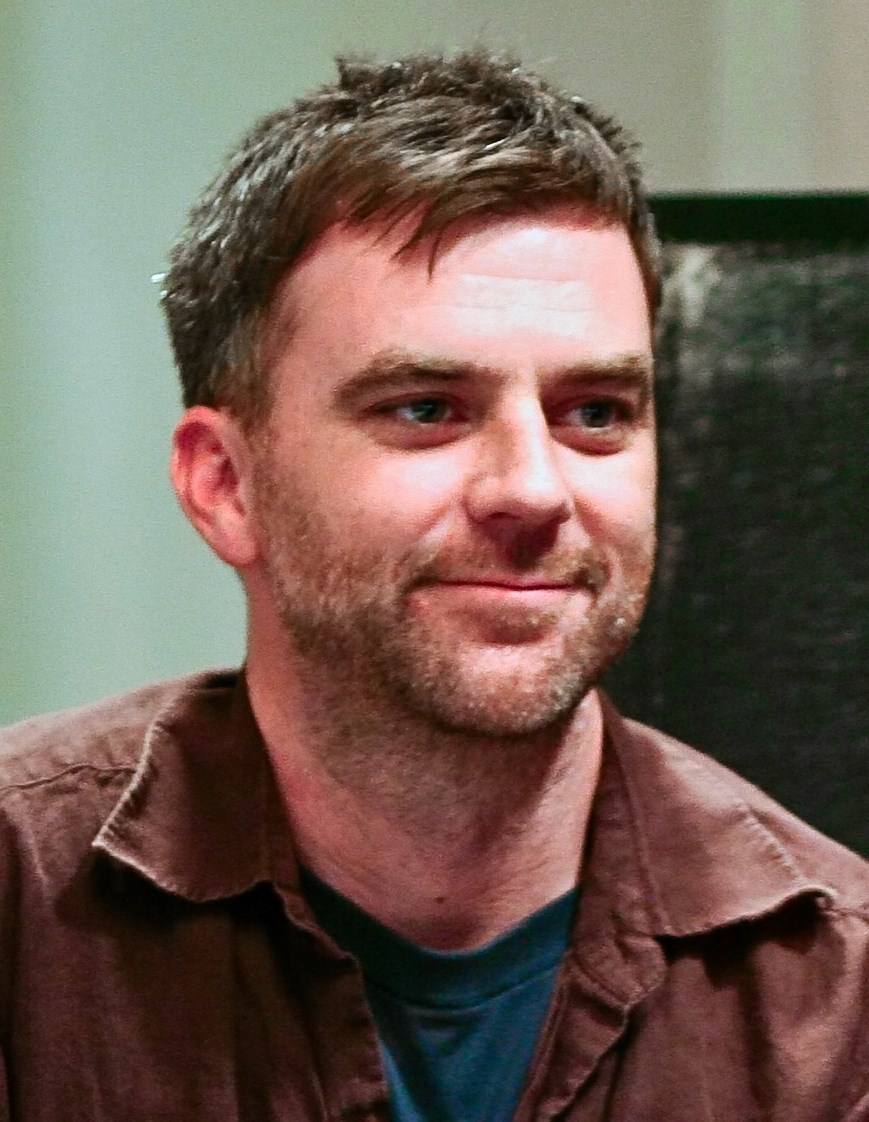
Paul Thomas Anderson, escriptor, director i productor de Magnolia

El jurat va atorgar els següents premis:
- Os d'Or: Magnolia de Paul Thomas Anderson
- Os de Plata - Premi Especial del Jurat: Wǒde fùqin mǔqin de Zhang Yimou
- Os de Plata a la millor direcció: Miloš Forman per Man on the Moon
- Os de Plata a la millor interpretació femenina: Bibiana Beglau i Nadja Uhl per The Legend of Rita
- Os de Plata a la millor interpretació masculina: Denzel Washington per The Hurricane
- Os de Plata per una contribució artística excepcional: equip d'actors de Paradiso - Sieben Tage mit sieben Frauen
- Premi del Jurat: Wim Wenders per The Million Dollar Hotel
- Premi Alfred Bauer: Dokuritsu shonen gasshoudan d'Akira Ogata
- Premi Blaue Engel: Die Stille nach dem Schuß de Volker Schlöndorff
- Os d'Or Honorari: Jeanne Moreau
- Berlinale Camera:
  - Kon Ichikawa
  - Wolfgang Jacobsen
- Premi FIPRESCI
  - La chambre des magiciennes de Claude Miller